# Съботско
Съботско (изписване до 1945 година: Сѫботско; на гръцки: Αριδαία, Аридеа, до 1922 година Σούμποσκο, Σούμποτσκο, Субоско, Субоцко, до 1951 година Αρδέα, Ардеа) е град в Егейска Македония, Гърция, главен град на дем Мъглен (Алмопия) в административна област Централна Македония.

## География
Съботско е разположен на 150 m надморска височина в центъра на котловината Мъглен (Моглена), на 20 km северно от град Воден (Едеса).

## История

### В Османската империя
В XIX век Съботско е село във Воденска каза на Османската империя. В „Етнография на вилаетите Адрианопол, Монастир и Салоника“, издадена в Константинопол в 1878 година и отразяваща статистиката на населението от 1873 година, Каботско (Kabotsko) е посочено като село във Воденска каза със 184 къщи и 204 жители българи и 503 жители помаци. Според Стефан Веркович към края на XIX век Съботско (Субоско) е българо-мохамеданско селище с мъжко население 467 души и 134 домакинства.
В 1894 година Густав Вайганд в „Аромъне“ нарича Субочко главното село на Българо-Мъглен с 200 къщи, повечето мохамедански.
Съгласно статистиката на Васил Кънчов („Македония. Етнография и статистика“) към 1900 година в Сѫботско живеят 460 българи християни и 800 българи мохамедани.
В 1890 година в Съботско е открито българско училище, което към 1909 година е класно. Според секретаря на Българската екзархия Димитър Мишев („La Macédoine et sa Population Chrétienne“) в 1905 година в Суботско (Soubotsko) има 656 българи екзархисти и в селото има българско училище. В 1906 година градецът е издигнат в казалийски център на каза Караджаоваси. В 1907 година в Съботско е учредена българска църковна община. В центъра на града е издигната голяма двуетажна сграда за училището и общината. Учители са Симеон Михайлов от Велес, възпитаник на Солунската гимназия, Фания Филева от Охрид и Георги Аладжов от Зарово. По-късно учител в Съботско е Аврам Шилегов. През учебната 1909/1910 година учители в класното и основното училище са Георги Аладжов (главен учител), Аврам Шилегов, Никола Петров, Фания Филева и Иванка Янакиева.
До 1907 година българската община няма своя църква и се черкува в Цакони. На 10 март 1907 година Симеон Михайлов, Иван Попантонов, председател на българската община и други българи отсядат в дома на Иван Цакончев в Цакони. На другия ден всички са избити от гръцки андарти.
Екзархийската статистика за Воденската каза от 1912 година сочи Съботско с 1856 български жители, от които 656 християни и 1200 мюсюлмани.
По време на Балканската война 2 души от Съботско се включват като доброволци в Македоно-одринското опълчение. През Балканската война Съботско е заето от българска военна част, която след боевете при Нигрита е нападната от гръцки части и дава жертви убити и ранени. За разследване на инцидента е създадена анкетна комисия. Екзархийският архиерейски наместник Никола Шкутов е арестуван и затворен в Берския затвор.

### В Гърция
След Междусъюзническата война Съботско остава в Гърция. Боривое Милоевич пише в 1921 година („Южна Македония“), че Суботско има 6 къщи славяни християни, къщи 250 славяни мохамедани, 10 къщи власи християни и 35 къщи цигани християни.
В 1924 година по силата на Лозанската конвенция и на негово място в 1922 – 1924 са настанени гърци бежанци и известен брой влашки семейства от Голема и Мала Ливада. В 1928 година Съботско е смесено местно-бежанско селище с 204 семейства и 840 жители бежанци.
Населението се занимава със земеделие, но има и чиновници, занаятчии и търговци. В градчето има фабрика за червен пипер.
| Име      | Име        | Ново име    | Ново име   | Описание                  |
| -------- | ---------- | ----------- | ---------- | ------------------------- |
| Китуцика | Κιτούτσικα | Куцура      | Κούτσουρα  | местност на Ю от Съботско |
| Кури     | Κουρί      | Дасилион    | Δασύλλιον  | местност на Ю от Съботско |
| Белица   | Μπέλιτσα   | Аспрокорифи | Άσπροκορφή | река на Ю от Съботско     |

| Година    | 1913 | 1920 | 1928 | 1940 | 1951 | 1961 | 1971 | 1981 | 1991 | 2001 | 2011 | 2021 |
| --------- | ---- | ---- | ---- | ---- | ---- | ---- | ---- | ---- | ---- | ---- | ---- | ---- |
| Население | 1561 | 1636 | 1918 | 2644 | 3036 | 3222 | 3555 | 4205 | 4455 | 5600 | 6561 | 6639 |

## Личности
Виден жител на градчето е Теофилос Гацос (1930 - 2012), политик от Нова демокрация. Никодим Царкняс (р. 1942) е гръцки монах с македонско национално съзнание, активист преследван от духовните власти. Петрос Дурдумбакис (р. 1961) и Харис Костопулос (р. 1964) са музиканти, а Андонис Мину (р. 1958) е футболист

## Документи
- Ведомост за заплатите на учителите при Съботското училище, септември и октомври 1909, с. 1
- Ведомост за заплатите на учителите при Съботското училище, септември и октомври 1909, с. 2 и 3
- Ведомост за заплатите на учителите при Съботското училище, септември и октомври 1909, с. 4
- Писмо от председателя на Българската църковна община йеромонах Виктор до екзарх Йосиф I, 28 октомври 1909, с. 1
- Писмо от председателя на Българската църковна община йеромонах Виктор до екзарх Йосиф I, 12 ноември 1909, с. 1
- Писмо от председателя на Българската църковна община йеромонах Виктор до екзарх Йосиф I, 12 ноември 1909, с. 2